# انعدام النمو السكاني
انعدام النمو السكاني تختصر بالإنجليزية أحيانا ب ZPG (وتدعى أيضا مستوى استبدال الخصوبة) هو شرط التوازن السكاني حيث يكون عدد الاشخاص في مجموعة سكانية معينة لا ينمو ولا ينخفض، تعتبر هدفا اجتماعيا من قبل البعض. بالنسبة للبعض، يعتبر انعدام النمو السكاني، ربما بعد الاستقرار عند السكان هو الأمثل، هو المثل الأعلى الذي يجب أن تتطلع اليه الدول والعالم كله لتحقيق الاستدامة البيئية على المدى الطويل. بما معناه «عدد الأشخاص الذي لاينمو ولا ينخفض» هو أن المواليد زائد الوافدين يساوون عدد الوفيات بالإضافة إلى المهاجرين.

## التاريخ
الهدف المحدد بشكل واضح من ZPG هو لمطابقة الاستبدال في معدل الخصوبة، وهو متوسط عدد الأطفال لكل امرأه مما يجعل عدد السكان ثابتا. وستعتمد خصوبة الإحلال هذه على معدلات الوفيات ونسب الجنس عند الولادة، ومختلف من حوالي 2.1 في الدول المتقدمة إلى أكثر من 3.1 في بعض الدول النامية.
ينسب إلى عالم الاجتماع الأمريكي والديموغرافيا كينجزلي دافيس كتابة هذا المصطلح، ولكن استخدمه في وقت سابق جورج ستولنتز، الذي ذكر أن مفهوم السكان الثابت يرجع إلى عام 1693 . ولقد تم اعطاء الوصف الرياضي بواسطة جيمس ميرلييس.
في أواخر الستينيات، أصبح ZPG حركة سياسية بارزة في الولايات المتحده وأجزاء من أوروبا، مع روابط قوية بالبيئية والنسوية. كانت جامعة ييل معقلا لنشطاء ZPG الذين اعتقدوا أن «تزايد عدد السكان باستمرار هو المسؤول عن العديد من مشكلاتنا مثل: التلوث والعنف وفقد القيم والخصوصية الفردية.» ومن الآباء المؤسسين للحركة: بول اهرليش، مؤلف كتاب«القنبلة السكانية»، ريتشارد باورز، محامي كونيتيكت، والبروفيسور تشارلز ليي ريمنجتون. ذكر ارليخ:«أن الأم العقيمة المثالية يجب أن تكون مع طفلين متبنيين.»

## تأثيرات
على المدى الطويل، يمكن تحقيق انعدام النمو السكاني عندما يكون معدل المواليد من السكان مساويا لمعدل الوفيات، على سبيل المثال، الخصوبة عند مستوى الإحلال ومعدلات الولادة والوفيات هي مستقرة، وهي حالة تسمى أيضا بالتوازن الديموغرافي.المعدلات غير المستقره يمكن أن تؤدي إلى تغييرات جذرية في مستويات السكان. هذا التحليل صالح لكوكب الأرض ككل (على افتراض أن السفر بين الكواكب يظل عند مستوى الصفر أو مستويات لاتذكر)، ولكن ليس بالضرورة لمنطقة أو بلد يتجاهل الهجرة.عدد السكان الذي كان ينمو في الماضي سوف يكون لديه نسبه أعلى من الشباب.وكما هو الحال عند الشباب الذين لديهم أطفال، فهناك فارق زمني كبير بين النقطة التي ينخفض فيها معدل الخصوبة (يعني متوسط عدد الأطفال لكل امرأه خلال سنوات انجابها)إلى مستوى الإحلال (معدل الخصوبة الذي ينتج عنه معدلات الولادة والوفاة للسكان عند التوازن) والنقطة التي يتوقف عندها السكان عن الارتفاع. والسبب في ذلك هو أنه على الرغم من أن معدل الخصوبة قد انخفض إلى مستوى الإحلال، فان الناس الذين يعيشون بالفعل في المجتمع مازالوا يعيشون لبعض الوقت. لذلك، لن يتم الوصول إلى التوازن، مع عدد السكان الثابت، حتى تصل أول مجموعة «الولادة البديلة» إلى الشيخوخة وتموت. ان الحسابات ذات الصلة معقدة لأن معدل الوفيات الاجمالي للسكان يمكن أن يتغير بمرور الوقت، كما يختلف معدل الوفيات باختلاف العمر (حيث يكون أعلى معدل من العمر).
في المقابل، مع انخفاض معدل الخصوبة عن الإحلال، سينتج جيل كبير من كبار السن في نهاية المطاف (كما هو الحال في «طفرة المواليد» القديمة)، ولكن منذ أن فشل هذا الجيل في استبدال نفسه خلال سنواته الخصبة، يحدث «انهيار سكاني» لاحق، أو انخفاض في عدد السكان عندما يموت الجيل الاقدم.هذا التأثير كان يسمى ندرة الولادة.وبلاضافة إلى ذلك، إذا كانت خصوبة بلد ما في مستوى الإحلال، وكانت على هذا النحو لعدة عقود على الأقل (لتحقيق الاستقرا في توزيع الأعمار)، فان سكان ذلك البلد قد لايزالون يعانون من النمو المتزامن بسبب الزيادة المستمرة في متوسط العمر المتوقع، على الرغم من أن النمو السكاني من المرجح أن يكون أصغر مما سيكون عليه من الزيادة الطبيعية في عدد السكان.
غالبا مايكون انعدام النمو السكاني هدفا للمخططين الديمغرافيين والبيئيين الذين يعتقدون أن تقليل النمو السكاني أمرا ضروريا لصحة النظام البيئي. فالحفاظ على التقاليد الثقافية والتنوع العرقي هو عامل لعدم السماح لمستويات السكان البشرية أو للمعدلات المنخفضة جدا. ان تحقيق ZPG  هو أمر صعب لأن النمو السكاني في بلد ما غالبا ما يتم تحديده من خلال العوامل الاقتصادية وحدوث الفقر والكوارث الطبيعية والمرض، الخ.
ومع ذلك، حتى إذا لم يكن هناك نمو سكاني، فقد تكون هناك تغييرات في التركيبة السكانية ذات أهمية كبيرة للعوامل الاقتصادية، مثل التغيرات في توزيع الأعمار.

## كيف يمكن تحقيق ZPG
لقد اقترح عدد من الخبراء الديموغرافيين أن بعض الطرق لاتصل إلى معدل نمو سكاني.
يجادل عالم الأحياء آلان دي ثورنهيل والمؤلف دانيال كوين بأن النمو السكاني البشري هو أحد عناصر الإمداد الغذائي البشري وأن النمو السكاني البشري لايمكن تحقيقه إلا من خلال توفير إمدادات غذائية موسعه لدعم النمو السكاني. وفي عام 1998، أنتجوا شريط فيديو بعنوان «إنتاج الغذاء والنمو البشري» حيث يشرحون فيه النظرية ويجيبون على أسئلة الجمهور.
اقترح ألبرت بارتليت، أستاذ الفيزياء الفخري في جامعة كولورادو في بولدر في حياته، أن يكون لدى السكان الخيارات التالية ليكونوا في ZPG:
1.      الحد بشكل طوعي من المواليد والهجرة لتحقيق معدل نمو سكاني.
2.      الاستمرار على الطريق الحالي حتى يصبح عدد سكاننا كبيرا بحيث تصبح الاجراءات القاسية ضرورية لوقف نمو السكان.
3.      لاتفعل شيئا واترك الطبيعة توقف النمو من خلال المرض والجوع الشديد والحرب والأوبئة. فإذا لم يحل البشر المشكلة، فإن الطبيعة ستفعل ذلك.
وبالمثل، يجادل جيسون برنت، الخبير الديموغرافي الآخر، بأن هناك ثلاث طرق لتحقيق انعدام النمو السكاني. فكانت حجته على النحو التالي:
1.      بالحرب، مع أو بدون أسلحة الدمار الشامل والمجاعة والمرض والاغتصاب والقتل والتطهير العرقي ومعسكرات الاعتقال وأهوال أخرى تتخطى الخيال، عندما تجاوزت البشرية القدرة الإستيعابية للأرض.
2.      من العمل التطوعي للبشرية جميعها قبل أن يتجاوز عدد السكان قدرة تحمل الأرض. فإذا فشلت أي مجموعة أو حتى إذا فشلت عائلة واحده في السيطرة على سكانها فإن البرنامج كله سيفشل.
3.      بواسطة التحكم السكاني القسري قبل أن يتجاوز عدد السكان القدرة الإستيعابية للأرض.
في الصين
الصين هي أكبر مقاطعة للسكان في العالم، كونها موطنا لنحو 1.4 مليار نسمة. من المتوقع أن تشهد الصين توقف في نموها السكاني بحلول عام 2030 . حيث تباطأ النمو السكاني في الصين منذ بداية هذا القرن. وكان هذا في الغالب نتيجة للنمو الاقتصادي وارتفاع مستويات المعيشة في الصين مما أدى إلى هذا الانخفاض. ومع ذلك، فإن العديد من الديموغرافيين يدينون أيضا سياسة تنظيم الأسرة التي وضعتها الصين، والتي تمت صياغتها في أوائل السبعينيات، والتي تشجع على الزواج المتأخر والإنجاب المتأخر واستخدام وسائل منع الحمل، ومنذ عام 1980م حدّت على معظم الأزواج الحضريين على إنجاب طفل واحد ومعظم الأزواج في المناطق الريفية إلى طفلين. ووفقا للتوقعات الحكومية، فإن عدد السكان في سن العمل سينخفض إلى 870 مليون نسمة. قيل، في عام 2009م، أن الحكومة الصينية كانت تأمل في توقف نمو السكان بالمستقبل، ولكن في تشرين الثاني2013م، تم الإعلان عن تخفيف سياسة الطفل الواحد في وسط المناطق غير الشعبية، وتقليص حجم العمالة ودعم السكان المسنيين.